# Marathon Rotterdam 2014

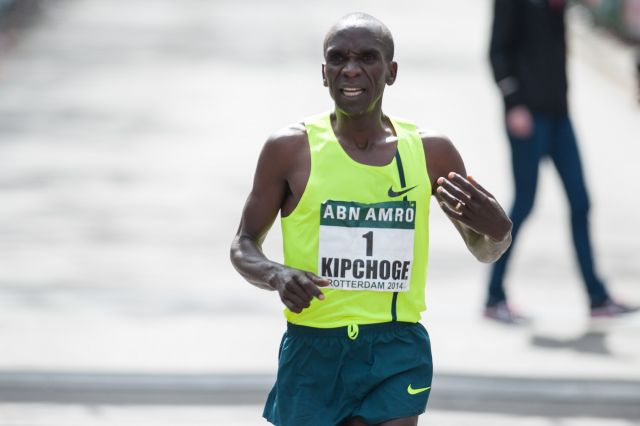
Winnaar Eliud Kipchoge

De ABN AMRO marathon van Rotterdam werd gehouden op zondag 13 april 2014. Het was de 34e editie van deze marathon. De omstandigheden waren vrij gunstig. Het was overwegend zonnig en met een maximale temperatuur van 12 graden was het niet te warm, er stond echter wel een vrij krachtige wind. Vanaf dit jaar is de starttijd vervroegd van 11.00 uur naar 10.00 uur om de kans op gunstigere (weers)omstandigheden voor de lopers te vergroten en daarmee snellere tijden mogelijk te maken. 
De Keniaan Eliud Kipchoge kwam als eerste man over de finish in een tijd van 2:05.00, zodat het parcoursrecord van 2:04.27 uit 2009 niet werd gebroken. De eerste vrouw die de finish passeerde, was de Ethiopische Abebech Afework in een tijd van 2:27.50. De snelste Nederlandse deelnemer was Khalid Choukoud, die hier op de marathon debuteerde; hij finishte in een tijd van 2:10.52 en behaalde daarmee een zevende plaats.
In totaal wisten 10.679 deelnemers de eindstreep te behalen.

## Uitslagen

### Mannen
| rang   | naam                     | land | tijd    |
| ------ | ------------------------ | ---- | ------- |
| Goud   | Eliud Kipchoge           | KEN  | 2:05.00 |
| Zilver | Bernard Koech            | KEN  | 2:06.08 |
| Brons  | Bernard Kipyego          | KEN  | 2:07.58 |
| 4      | Deriba Robi              | ETH  | 2:08.02 |
| 5      | Weldu Negash             | NOR  | 2:09.14 |
| 6      | Albert Matebor           | KEN  | 2:10.40 |
| 7      | Khalid Choukoud          | NED  | 2:10.52 |
| 8      | Alemayehu Abebe          | ETH  | 2:13.30 |
| 9      | Willem Van Schuerbeeck   | BEL  | 2:13.55 |
| 10     | James Theuri             | FRA  | 2:14.48 |
| 11     | Koen Raymaekers          | NED  | 2:15.19 |
| 12     | Hugo van den Broek       | NED  | 2:15.31 |
| 13     | Florent Caelen           | BEL  | 2:17.31 |
| 14     | Andrea Gagamelli         | ITA  | 2:17.31 |
| 15     | Sean Hehir               | IRL  | 2:17.47 |
| 16     | Olfert Molenhuis         | NED  | 2:17.49 |
| 17     | Lander Van Droogenbroeck | BEL  | 2:18.48 |
| 18     | Stijn Fincioen           | BEL  | 2:19.10 |
| 19     | Kári Steinn Karlsson     | ISL  | 2:19.17 |
| 20     | Michael Brandenbourg     | BEL  | 2:20.39 |

### Vrouwen
| rang   | naam                   | land | tijd    |
| ------ | ---------------------- | ---- | ------- |
| Goud   | Abebech Afework        | ETH  | 2:27.50 |
| Zilver | Guteni Shone           | ETH  | 2:30.23 |
| Brons  | Beata Naigambo         | NAM  | 2:31.00 |
| 4      | Diana Chepkemboi Sigei | KEN  | 2:32.16 |
| 5      | Maria Azucena Díaz     | ESP  | 2:32.22 |
| 6      | Ruth van der Meijden   | NED  | 2:35.15 |
| 7      | Zana Jereb             | SLO  | 2:35.57 |
| 8      | Stefanie Bouma         | NED  | 2:37.54 |
| 9      | Sarah Klein            | AUS  | 2:38.53 |
| 10     | Fiona Stack            | IRL  | 2:46.53 |

1981 ·
1982 ·
1983 ·
1984 ·
1985 ·
1986 ·
1987 ·
1988 ·
1989 ·
1990 ·
1991 ·
1992 ·
1993 ·
1994 ·
1995 ·
1996 ·
1997 ·
1998 ·
1999 ·
2000 ·
2001 ·
2002 ·
2003 ·
2004 ·
2005 ·
2006 ·
2007 ·
2008 ·
2009 ·
2010 ·
2011 ·
2012 ·
2013 ·
2014 ·
2015 ·
2016 ·
2017 ·
2018 ·
2019 ·
2020 ·
2021 ·
2022 ·
2023 ·
2024